# Luis Alberto Rodríguez López-Calleja
Luis Alberto Rodríguez López-Calleja (* 19. Januar 1960 in Santa Clara; † 1. Juli 2022 in Havanna) war ein kubanischer Militär, Politiker und Wirtschaftsdirigent. Er war Leiter des dem kubanischen Militär unterstehenden Wirtschaftskonzerns Grupo de Administración Empresarial de las Fuerzas Armadas (Gruppe für Unternehmensmanagement der Streitkräfte – GAESA), Divisionsgeneral, Mitglied des Politbüros der Kommunistischen Partei Kubas, Ex-Schwiegersohn von Raúl Castro und Vater des ehemaligen Chefs von dessen Leibgarde, Raúl Guillermo Rodríguez Castro. Er galt als eine der mächtigsten und einflussreichsten Personen Kubas und rechte Hand von Raúl Castro. Mit der GAESA kontrollierte er weite Teile von Kubas Wirtschaft.

## Leben
Luis Alberto Rodríguez López-Calleja kam im Jahre 1960 im Municipio Santa Clara in der zentralkubanischen Provinz Villa Clara zur Welt. Über sein Leben ist offiziell wenig bekannt. Über Jahre hinweg wirkte er im Hintergrund und baute klammheimlich Macht und Einfluss über die kubanische Wirtschaft aus. Berichten zufolge war er mit Déborah Castro Espín, Tochter von Raúl Castro und Vilma Espín, verheiratet und hatte mit ihr zwei Kinder. Trotz Scheidung hatte er weiterhin weitgehenden Einfluss auf die kubanische Regierung, was sich in den letzten Jahren seines Lebens auch zunehmend in der Betreibung höherer politischer Ämter widerspiegelte.
Sein Studium absolvierte er unter anderem in der damaligen Sowjetunion. Nach seiner universitären Ausbildung begann er zunächst im Außenhandelsministerium zu arbeiten, trat jedoch kurz danach in den aktiven Dienst bei der kubanischen Armee ein. Dort fungierte er als Bindeglied zwischen dem Verteidigungsministerium und dem Direktorium für wirtschaftliche Zusammenarbeit der Streitkräfte. 1990 wurde er in der militärischen Gegenspionage in der kubanischen Angola-Mission eingesetzt.
1996 wurde er Chef der GAESA, die ein Konglomerat der größten, lukrativsten und rentabelsten Unternehmen Kubas in den Sektoren des Tourismus, des Binnen- und Außenhandels sowie des Bauwesens unter sich vereinte, ein Amt, das er bis zu seinem Tod nicht mehr abgab. Im Jahr 2011 wurde er Leiter der staatlichen Kommission der Sonderwirtschaftszone von Mariel. Im gleichen Jahr wurde er zum Präsidenten des Instituts für Zusammenarbeit und Investitionen mit der Republik Angola ernannt.
2011 wurde Rodríguez López-Calleja Mitglied des Zentralkomitees der kommunistischen Partei und 2021 Mitglied des Politbüros. Im September des gleichen Jahres wurde er Sonderberater des Präsidenten Miguel Díaz-Canel, und im Oktober wurde er vom Municipio Remedios in das kubanische Parlament entsandt. 2020 wurde López-Calleja auf die Sanktionsliste des US-Office of Foreign Assets Control gesetzt.
Für die Opposition innerhalb und außerhalb der Insel war er einer der Promotoren der „Dollarisation“ großer Teile der Wirtschaft des Landes, was die Devisen-Läden der GAESA bevorzugt, jedoch weite Teile der Bevölkerung vom Kauf elementarer Güter, wie zum Beispiel Lebensmittel, vom Kauf in diesen Läden ausschließt, da diese über keinerlei Deviseneinkommen verfügen. Des Weiteren wurden die während der weltweiten COVID-19-Pandemie massiv verstärkten Investitionen in den Neubau von Hotels kritisiert, obwohl insbesondere auch in Kuba das Tourismusgeschäft zusammenbrach.
Rodríguez López-Calleja verstarb am 1. Juli 2022 im Alter von 62 Jahren offiziell an einem Herz-Kreislauf-Versagen. Laut informellen Quellen litt er an Lungenkrebs.